# Diocèse de Hildesheim
Le diocèse de Hildesheim (en latin : Dioecesis Hildesiensis) est un diocèse catholique d’Allemagne du Nord dont le siège est à Hildesheim.

## Evêques

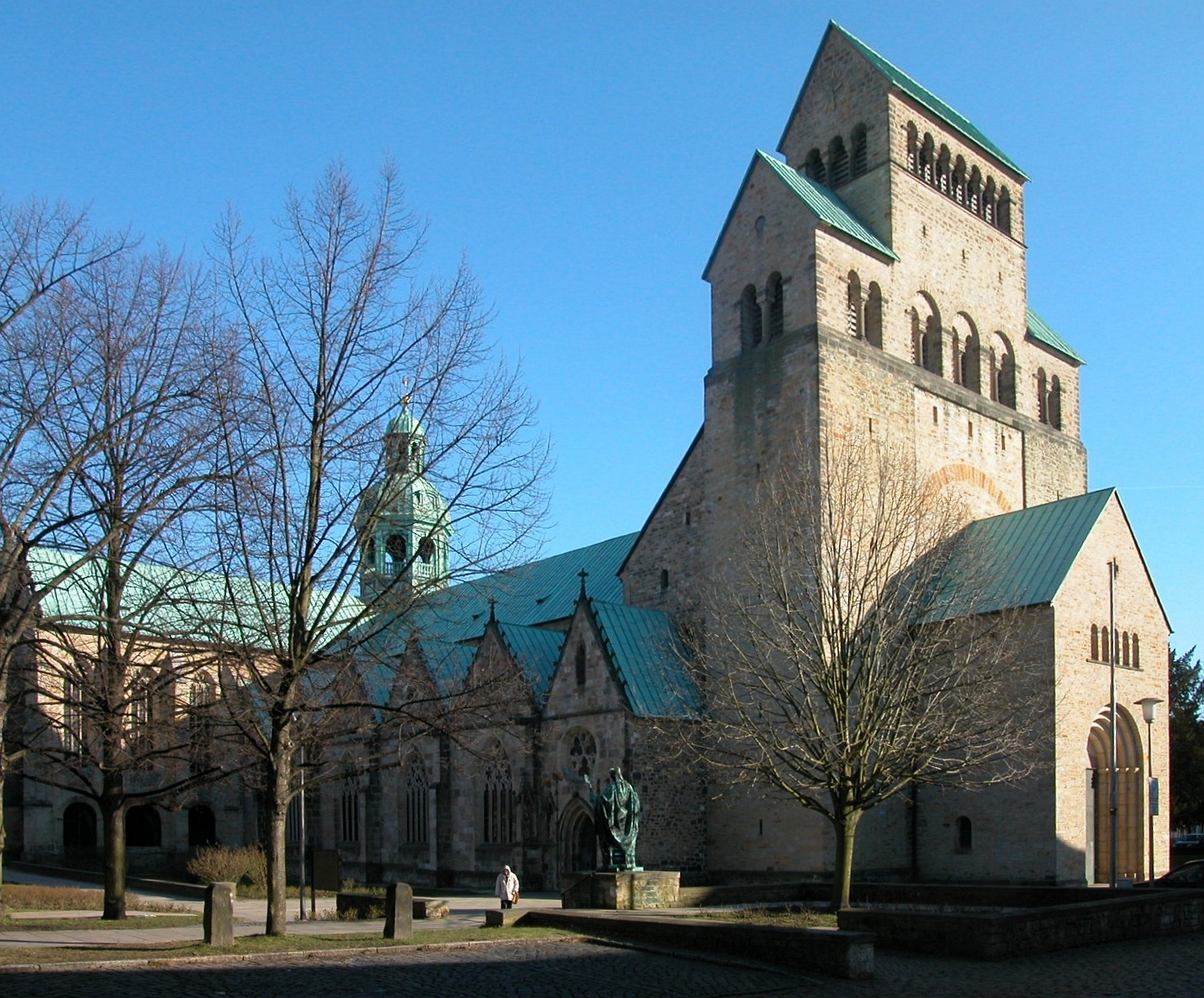
Cathédrale Sainte-Marie de Hildesheim.

## Géographie
Le diocèse s'étend sur la partie de la Basse-Saxe située à l'est de la Weser et au nord de l'arrondissement de Brême (Brême-Nord, c'est-à-dire la partie de la ville de Brême située au nord de Lesum, et Bremerhaven). C'est le diocèse le plus étendu de toute l'Allemagne : il comprend entièrement plusieurs régions d'Allemagne, où d'ailleurs les catholiques sont minoritaires, et vivent au milieu d'une diaspora. En vérité, les catholiques ne sont majoritaires que dans la paroisse d’Untereichsfeld au sud du diocèse, ainsi que dans les villages des « petites paroisses » traditionnelles autour de Hildesheim.

## Histoire

### Fondation
Vers l'an 800, Charlemagne envoie une mission pour évangéliser l'Ostphalie à Elze (appelée alors Aula Cæsaris, abrégée en Aulica), environ 19 km à l'ouest de l'actuelle Hildesheim. Il mit cette mission sous la protection des apôtres Pierre et Paul, dont on retrouve encore aujourd'hui les noms sur la vieille église d’Elze. Puis Louis le Pieux transféra le siège de la mission en 815 à Hildesheim et l'éleva en évêché dédié à la Vierge Marie.
Bien que la ville ait été gagnée à la Réforme en 1542, grâce à la prédication de Johannes Bugenhagen et d'Anton Corvinus, deux disciples de Martin Luther, et que tout le conseil de la ville ait signé en 1580 la Formule de Concorde luthérienne, l'évêché de Hildesheim subsista à la fois comme diocèse catholique et comme principauté du Saint-Empire, la cathédrale ainsi que l'abbaye (et en partie l'église Saint-Michel) conservant elles aussi leur statut confessionnel. Comme les autres principautés ecclésiastiques, l'évêché de Hildesheim fut sécularisé en 1803, puis rétabli en 1824 en tant que diocèse de Hildesheim. 
Le diocèse de Hildesheim gère la bibliothèque et le musée de la cathédrale de Hildesheim.

## Statistiques
En 2016, le diocèse comptait 611 052 catholiques (en baisse constante) pour 5 261 658 habitants (11,6%), servis par 327 prêtres (272 séculiers et 55 réguliers), 101 diacres permanents, 64 religieux et 231 religieuses dans 119 paroisses.

### Articles liés
- Hildesheim
- Liste des évêques de Hildesheim
- Province ecclésiastique de Mayence
- Église catholique en Allemagne